# Loterie (série télévisée)
Pour les articles homonymes, voir Loterie (homonymie).
Loterie (Lottery!) est une série télévisée américaine en 17 épisodes de 46 minutes créée par Rick Rosner et diffusée entre le 9 septembre 1983 et le 14 juin 1984 sur le réseau ABC.
En France, seuls dix épisodes ont été doublés en français et diffusés à partir du 25 novembre 1984 au 11 mars 1985 dans le cadre de l'émission Dimanche Martin sur Antenne 2. Rediffusion dans les années 1990 sur RTL9 et du 24 août 2002 au 22 septembre 2002 sur Série club.

## Synopsis
Patrick Sean Flaherty est un agent de la société américaine de loterie Intersweep Lottery qui a pour mission de rechercher les gagnants de billets de loterie, qui ne s'étaient pas manifestés pour réclamer leurs gains. Cet agent est accompagné d'Eric Rush, fonctionnaire de l'administration fiscale, chargé d'informer les gagnants qu'une petite partie de la somme à percevoir devra être versée au fisc.
Les deux hommes procèdent à des enquêtes pour retrouver ces gagnants ; à la fin de chaque épisode ou de chaque séquence d'épisode, ils les retrouvent toujours (sauf s'il y a eu décès, auquel cas ils recherchent les héritiers). Dans chaque épisode se pose la question de la détermination du « vrai » gagnant, dans la mesure où le ticket de loterie a pu changer plusieurs fois de mains ou être perdu.
La ville dans laquelle on recherche les gagnants change à chaque épisode.
L'apogée de chaque séquence réside dans le moment où l'on voit la surprise et la joie des gagnants (des « citoyens lambda ») qui apprennent qu'ils vont percevoir une forte somme d'argent (plusieurs millions de dollars), ce qui pourra les aider dans la vie de tous les jours (enfant malade avec soins médicaux coûteux, saisie immobilière sur la maison, rupture d'un couple à la suite de problèmes financiers, etc.).

## Distribution
- Ben Murphy (VF : Claude Rollet) : Patrick Sean Flaherty
- Marshall Colt (VF : Bernard Woringer) : Eric Rush

## Épisodes
En France, les épisodes n'avaient pas de titre spécifique. Le titre original américain restait à l'écran.
1. San Francisco: Being a Winner - non doublé
2. Los Angeles: Bigger Volume - non doublé
3. Denver: Following Through[1]
4. Detroit: The Price of Freedom[3]
5. Phoenix: Blood Brothers[4]
6. Portland: Treasure Hunt - non doublé
7. Kansas City: Protected Winner[5]
8. Charleston: The Spenders - non doublé
9. New York: Winning Can Be Murder - non doublé
10. Houston: Duffy's Choice[6]
11. Boston: False Illusion - non doublé
12. Chicago: Another Chance[7]
13. San Diego: Bingo ![8]
14. Miami: Sharing[9]
15. St. Louis: Win or Lose[10]
16. Honolulu: 3-2=1[2]
17. Minneapolis: Six Months Down - non doublé